# Anurosoricinis
Els anurosoricinis (Anourosoricini) són una tribu de musaranyes de la família dels soricins. La tribu conté tres gèneres, dels quals només Anourosorex encara existeix avui en dia. Dels gèneres extints, Crusafontina visqué a Nord-amèrica i Europa durant el Miocè superior i Paranourosorex visqué a Àsia i Europa durant el Miocè superior i el Pliocè inferior.